# Комунистичка држава
Комунистичка држава, у популарној употреби, је држава са типом владе коју сачињава једнопартијска владавина или владавина доминантне партије од стране Комунистичке партије или Социјалистичке партије и професионалне оријентације према идеологији лењинизма или марксизма-лењинизма као начелни водич државе. Теоретски, „комунистичка држава“ представља contradictio in terminis, како је комунистичко друштво дефинисано од стране и марксистиста и анархо-комунистиста да је у свом начелу без државе и да не би могло да постоји ни у једној јединој држави. Са ове перспективе, марксистичко-лењинистичка држава је више одговарајућа него примењива.
Како год, ове државе уставно представљају себе као социјалистичке државе. Оне не поричу чињеницу да је њихова владајућа партија комунистичка, али пре зато што оне не сматрају себе комунистичким друштвом тренутно. Уместо тога, они се уставно идентификују као социјалистичке државе или радничке државе. Основни циљ ових држава, који такође објашњава њихов званичан назив, јесте да води њихове узорне државе у процес констурисања социјализма, коначно водећи ка комунизму.
Кроз историју, „комунистичка држава“ односила се на систем где је јавно власништво и централизовано планирање свих или већине видова продукције од стране државе коју води комунистичка партија сматрано је неопходним за будуће интресе радничке класе; данас, комунистичку државу такође, и уместо тога, савремене државе Кина и Вијетнам, где на челу државе стоји комунистичка партија упоредо са мешовитом економијом. Према марксизму-лењинизму, држава је алат у рукама владајуће класе, која је ју социјалистичком друштву радничка класа. Према лењинистима, радничка држава је држава радничке класе.
Комунистичке државе могу да имају неколико легалних политичких партија, али комунистичкој партији је обично гарантована посебна доминантна улога у влади, често путем статута или под окриљем устава. То за последицу има да институције државе и комунистичке партије постану бескрајно уплетене, као нпр. у развоју паралелних институција.
У 20. веку, већина комунистичких држава је усвојила планиране економије. Ипак, било је изузетака: Совјетски Савез током 1920-их и касних 1980-их и Југославија након Другог светског рата дозволиле су ограничена тржишта и степен радничког самоуправљања, док у Кини, Вијетнаму и Лаосу су представљене дугорочне тржишне реформе након 1980-их. У 21. веку, Кина и Вијетнам су дозволиле развој мешовите економије.
Фундаментални концепти комунистичке државе често скрећу са оригиналних социо-економских идеологија од којих су се развиле. Као резултат, многи следбеници ових идеологија често се противе политичким системима заједнички повезани са овим државама. На пример, дисидентни комунисти, као што су троцкисти су се често противили комунистичким државама 20. века, тврдећи или да они немају ништа са ”правим“ комунизмом или да је идеологија таквих држава достигла границу неопозиве корупције.